# فرودگاه کریبی
فرودگاه کریبی  (به انگلیسی: Kribi Airport) یک فرودگاه با کد یاتا KBI است . این فرودگاه در کشور کامرون قرار دارد .